# 泰勒·汉斯布鲁
安德鲁·泰勒·汉斯布鲁（英語：Andrew Tyler Hansbrough，1985年11月3日—）為美国男子篮球运动员，曾效力于大西洋沿岸联盟北卡罗来纳大学教堂山分校。汉斯布鲁身高2米06，体重111公斤，场上位置大前锋。

## 大学生涯
他是ACC联盟2006年，2007年和2008年无可争议的全明星队的成员，2006年最佳新秀，2008年最佳球员。2008年，泰勒席卷了几乎所有可以拿到的大学篮球个人荣誉。为了他的50号球衣可以退役，他需要等到他退役之后，并且获得一次以下六个全国性最佳球员的奖项：美联社，美国篮球记者协会，全国篮球教练协会，体育新闻杂志，奈史密斯学院年度最佳球员和约翰伍登奖。 最終他得到了所有六座奖杯。因此当他大学四年毕业后，他身穿的50号球衣将从篮球队退役。
他在2009年的NBA選秀中第1輪第13順位被印第安納溜馬選中。